# Moto Journal
Moto Journal est un magazine mensuel français traitant de divers sujets relatifs à la moto et au sport motocycliste. Il est intégré en 2018 aux Éditions Larivière, éditeur de Moto Revue.

## Historique
Moto Journal, qui a vu le jour 14 janvier 1971, s'appelait à l'origine « Auto Moto », et ce jusqu'au numéro 40 du 28 octobre 1971. Il s'est ensuite appelé « Auto Moto Journal » du no 41 du 4 novembre 1971 au no 44 du 25 novembre 1971.
Un référendum eut alors lieu auprès des lecteurs, Moto Journal souhaitant choisir une orientation exclusive vers la voiture ou la moto. La moto fut choisie, et c'est à partir du no 46 du 9 décembre 1971 que Moto Journal porta enfin ce nom. Il n'y eut jamais de no 45.
L'équipe initiale du journal est composée comme suit : l'écrivain et homme de presse Pierre Barret, le pilote-journaliste franco-italien Guido Bettiol, le rédacteur en chef jacques Bussillet, le globe-trotter Frédéric Tran-Duc, le journaliste « Fenouil », cofondateur avec Jean-Claude Bertrand du raid motocycliste Côte d'Ivoire-Côte d'Azur (ancêtre direct du Paris - Dakar), le caricaturiste Jeff Vivant, le pilote de trial et inventeur Jean-Pierre Frisquet, ainsi que le sculpteur Sacha Ketoff et l'encyclopédie vivante de la moto ancienne qu'est François-Marie Dumas.
Dans les années 1970 qui furent celles du grand renouveau de la moto en France avec l'importation des machines japonaises, enfin fiables et performantes, le journal largement appuyé sur un lectorat jeune et passionné pouvait se permettre un ton décalé et irrévérent et une réelle indépendance vis-à-vis des acteurs économiques du secteur.
L'année 2009 a vu le passage en bimensuel de leur concurrent Moto Revue. Seul hebdomadaire, Moto Journal a suivi ce même changement de périodicité quelques mois plus tard et est devenu lui aussi bimensuel.
Racheté en 2018 par les Éditions Larivière (éditeur de Moto Revue), le titre cohabite avec Moto Revue au sein des mêmes locaux à Clichy. Premiers effets, le trimestriel GP+, adossé à Moto Journal et traitant de l'univers des MotoGP, disparait au profit GP Racing, magazine soutenu par Moto Revue, et le site internet Moto Journal est intégré au portail Moto-Station détenu par les Éditions Larivière.

## Moto Journal et la compétition
Moto Journal est à l'origine de la course Moto Journal 200, qui avait pour but de proposer une rencontre entre les meilleurs pilotes mondiaux sur le sol français, à l'instar des 200 miles de Daytona. Cette course s'est déroulée sur le circuit Paul-Ricard de 1975 à 1981.
| Année | Vainqueur         | Moto       |
| ----- | ----------------- | ---------- |
| 1975  | Giacomo Agostini  | Yamaha YZR |
| 1976  | Johnny Cecotto    | Yamaha YZR |
| 1977  | Steve Baker       | Yamaha YZR |
| 1978  | Johnny Cecotto    | Yamaha YZR |
| 1979  | Virginio Ferrari  | Suzuki     |
| 1980  | Patrick Fernandez | Yamaha YZR |
| 1981  | Marc Fontan       | Yamaha YZR |

Moto Journal s'est également investi dans d'autres compétitions en tant que partenaire, telles les 24 Heures Moto, ou auprès de pilotes, dont Gilles Husson. L'un des essayeurs du magazine, Bertrand Sebileau, remportera les 24 Heures Moto à deux reprises, en 1998 et 1999, sur Kawasaki. Moto Journal engagera ses journalistes aux 24 Heures du Mans au guidon d'une Aprilia RSV 1000 en 2004, puis en 2009 avec une Honda RC30 vieille de vingt ans. David Dumain, Zef Enault et Laurent Cochet réussiront l'exploit de se qualifier, puis rallieront l'arrivée à la 26e place finale, remportant la catégorie Open.

## Style
Moto Journal conjugue histoire, présent et avenir de la moto, les idées les plus novatrices tout comme les réalités quotidiennes du milieu motard.